# شلوشین
شلوشین (انگلیسی: Shelushin) یک شهرک در بخش آلکسیفسکی استان بلگورود کشور روسیه است.